# Хамилтън (Онтарио)
Вижте пояснителната страница за други значения на Хамилтън.
Хамилтън (на английски: Hamilton, на френски: Hamilton) е град в провинция Онтарио, Канада.
Населението на града е 536 917 души към 2011 година. Получава статут на град на 9 юни 1846 г.